# Órigenész (filozófus)
Órigenész (3. század) neoplatonista filozófus volt, Plótinosz kortársa és Longinosz tanítómestere.  Előbb Alexandriában, később Rómában tanított. Mint író nem volt nevezetes, egy kommentárt ismerünk tőle, amelyet Platón Timaiosz című dialógusához készített.